# Amanda Anisimovová
Amanda Kay Victoria Anisimovová (nepřechýleně Anisimova, * 31. srpna 2001 Freehold Township, New Jersey) je americká profesionální tenistka a vítězka juniorky na US Open 2017. Ve své dosavadní kariéře na okruhu WTA Tour vyhrála tři turnaje ve dvouhře včetně Qatar Open 2025. V rámci okruhu ITF získala jeden titul ve dvouhře. Na French Open 2019 se stala prvním tenistou bez rozdílu pohlaví ve čtvrtfinále Grand Slamu, který se narodil ve 21. století.
Na žebříčku WTA byla ve dvouhře nejvýše klasifikována v červenci 2025 na 7. místě a ve čtyřhře v červnu 2019 na 386. místě. Na juniorském kombinovaném žebříčku ITF figurovala nejvýše v roce 2016 na 2. místě. Trénuje ji Nizozemec Hendrik Vleeshouwers. Dříve tuto roli plnili Jaime Cortés, Lotyš Andis Juška a Američan ruského původu Alex Kuznetsov.

## Soukromý život
Narodila se roku 2001 v americkém unijním státě New Jersey do rodiny ruských imigrantů Olgy a Konstantina Anisimovových, pocházejících z Moskvy. Rodiče emigrovali z Ruska několik let před jejím narozením, aby vytvořili plánovaným potomkům lepší podmínky. Profesně působili ve finančním a bankovním sektoru a ani jeden z nich nehrál soutěžní tenis. Naopak její starší sestra Maria Anisimovová Egee se věnovala univerzitnímu tenisu během studia na Whartonově obchodní škole Pensylvánské univerzity.
Tenis začala hrát již ve dvou letech. Jako inspiraci pro výběr tohoto sportu zmínila sestru: „Když jsem byla malá, hrála (ona) tenis. Pořád jsem ji sledovala a chtěla dělat totéž. Tak jsem k tomu přilnula, stejně jako moji rodiče“. Pro kvalitnější tenisové zázemí se rodina v jejích třech letech přestěhovala na Floridu. Otec, který zemřel v srpnu 2019, působil od dětství v roli hlavního trenéra. Spolu s ním se na přípravě, od jedenácti let věku, podílel Nick Saviano. Na turnajích ji doprovázel Max Fomine, pomocný kouč Boba a Mikea Bryanových.
Tenistka hovoří anglicky a rusky.

## Tenisová kariéra
Ve čtrnácti letech, při své druhé účasti na juniorském grandslamu, prošla do finále dvouhry French Open 2016, v němž jako druhá nasazená nestačila na 16letou Švýcarku Rebeku Masárovou. V Paříži se tak stala první americkou finalistkou od Ashley Harkleroadové v roce 2002. V letní části sezóny pak obsadila 4. místo na juniorském mistrovství USA 2016 v kategorii 18letých. V šestnácti letech ovládla bez ztráty setu juniorku US Open 2017. Ve finále zdolala třináctiletou krajanku Coco Gauffovou, která na ni uhrála jen dva gamy. V roce 2017 se stala členkou vítězného amerického týmu v  juniorském Fed Cupu, ačkoli do finále pro nemoc nezasáhla.
Debutovým startem v ženském tenisu se, po obdržení divoké karty, stala kvalifikace US Open 2016, v níž jako 14letá přehrála 124. hráčku klasifikace Verónicu Cepedeovou Roygovou z Paraguaye. Ve druhém kole podlehla Japonce Eri Hozumiové. V rámci hlavních soutěží událostí okruhu ITF debutovala během února 2017, když na turnaji v brazilské Curitibě s dotací 25 tisíc dolarů prošla kvalifikačním sítem. Ve dvouhře se přes Irinu Chromačovovou probojovala až do finále, z něhož odešla poražena od další Rusky Anastasije Potapovové.
Na okruhu WTA Tour debutovala o čtrnáct dní později na březnovém Miami Open 2017 v Key Biscayne, když získala divokou kartu. Na úvod však nenašla recept na krajanku Taylor Townsendovou po třísetovém průběhu. Debut v hlavní soutěži nejvyšší grandslamové kategorie přišel v ženském singlu French Open 2017 po obdržení divoké karty. V prvním kole ji vyřadila Japonka Kurumi Naraová ve třech sadách. V šestnácti letech se stala nejmladší účastnicí Roland Garros od Alizé Cornetové v roce 2005.

### 2018–2019: Semifinalistka French Open 2019 v 17 letech a první titul WTA v Bogotě
První vyhraný zápas na túře WTA si připsala na březnovém BNP Paribas Open 2018 v Indian Wells, kde si divokou kartu do dvouhry zajistila semifinálem předcházejícího turnaje v témže areálu, jakožto části série Oracle Challenger okruhu WTA 125.

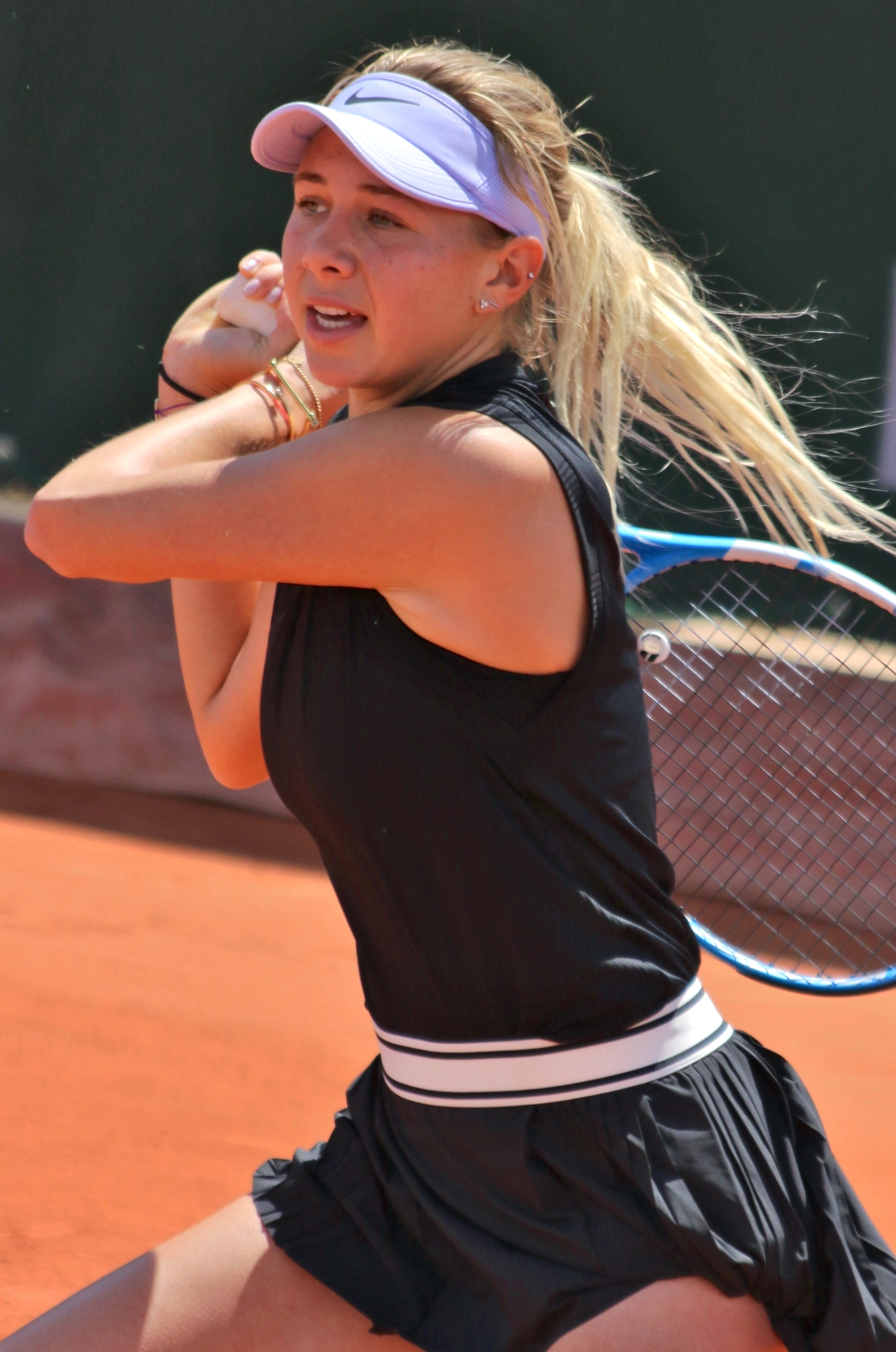
Na French Open 2019 se v 17 letech stala nejmladší americkou semifinalistkou grandslamu od Venus Williamsové na US Open 1997

Ve dvouhře Indian Wells se stala nejmladší hráčkou, která postoupila do čtvrtého kola kalifornského turnaje od roku 2005. Na její raketě postupně dohrály Pauline Parmentierová, světová třiadvacítka Anastasija Pavljučenkovová a devátá žena žebříčku Petra Kvitová. Tím ukončila 14zápasovou neporazitelnost Češky a premiérově vyhrála nad členkou elitní světové desítky. Stala se také nejmladší vítězkou zápasu proti hráčce Top 10 od roku 2005. V osmifinále však podlehla páté hráčce světa Karolíně Plíškové. Navazující Miami Open 2018 znamenal úvodní vítězství nad Číňankou Wang Čchiang, ačkoli si ve třetím setu poranila nohu. V důsledku zranění pak z turnaje odstoupila. Na dvorce se vrátila po čtyřech měsících, srpnovým Silicon Valley Classic 2018 v San José, kde na úvod opět zvládla duel s Wang Čchiang.
Po třetím kole na Western & Southern Open 2018 v Cincinnati se vrátila do Top 150. Otevírací zápas na US Open 2018 s Taylor Townsendovou však prohrála. První turnaj v sedmnácti letech si zahrála na zářijovém Japan Women's Open 2018 v Hirošimě, kde se z kvalifikace probojovala až do finále hlavní soutěže. Jednalo se o její debutovou finálovou účast na okruhu WTA Tour. V semifinále přehrála čtyřicátou první hráčku žebříčku Čang Šuaj, ovšem v boji o titul nestačila na 32letou Tchajwanku Sie Šu-wej. Bodový zisk znamenal průlom do elitní světové stovky žebříčku WTA, v němž se stala jeho nejmladší členkou.
Do sezóny 2019 vstoupila čtvrtfinálem ASB Classic 2019 v Aucklandu, kde vyřadila Barboru Strýcovou. Na melbournském Australian Open 2019 se díky vítězstvím nad Niculescuovou, Curenkovou a běloruskou světovou jedenáctkou Arynou Sabalenkovou stala první tenistkou narozenou v roce 2000 a později, která postoupila do osmifinále grandslamu. V sedmnácti letech tohoto výkonu dosáhla jako nejmladší Američanka od Sereny Williamsové na French Open 1998, respektive jako nejmladší taková hráčka v Melbourne od Jennifer Capriatiové na Australian Open 1993. Ve čtvrtém kole uhrála jen tři gamy na českou světovou šestku Petru Kvitovou.

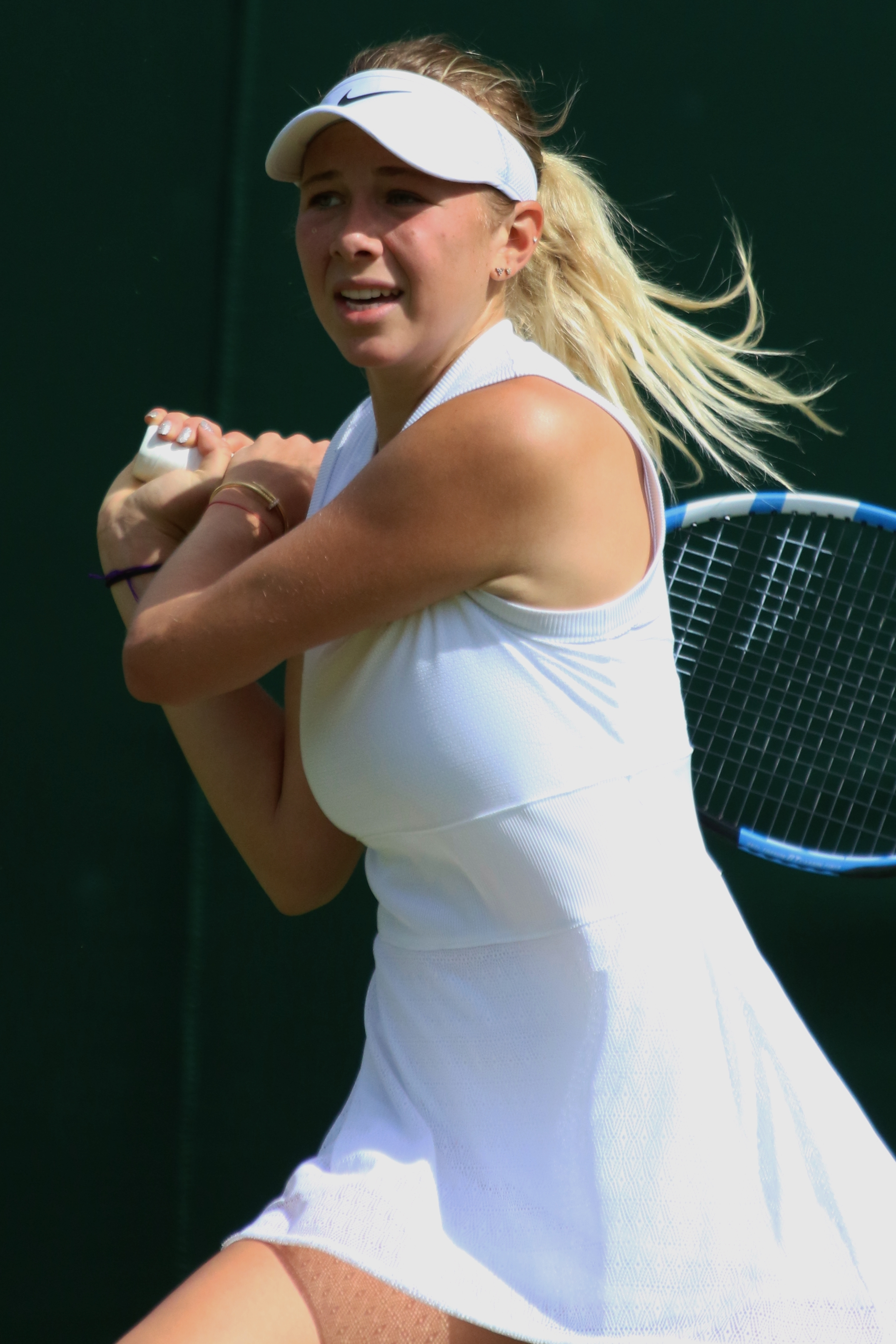
Bekhend ve Wimbledonu 2019

Na antukové French Open 2019 přijížděla jako 51. hráčka žebříčku. Ve druhém kole vyřadila světovou jedenáctku Arynu Sabalenkovou z Běloruska, poté Rumunku Irinu-Camelii Beguovou a ve čtvrté fázi španělskou kvalifikantku Alionu Bolsovovou. Všechny duely mezi poslední osmičku hráček zvládla ve dvou setech. Stala se tak prvním tenistou bez rozdílu pohlaví ve čtvrtfinále Grand Slamu, který se narodil ve 21. století. V něm zdolala obhájkyní trofeje Simonu Halepovou ve dvou setech a postupem do semifinále posunula své grandslamové maximum. V této fázi Roland-Garros se jako sedmnáctiletá stala nejmladší hráčkou od Nicole Vaidišové v roce 2006.

### 2022–2024: Trofej v Melbourne a čtvrtfinalistka Wimbledonu 2022, syndrom vyhoření a návrat na okruh 2024
Sérií osmi výher otevřela sezónu 2022. Nejdříve ovládla Melbourne Summer Set II z kategorie WTA 250. Ve finále zdolala běloruskou kvalifikantku Aljaksandru Sasnovičovou poměrem 6–4 ve třetím setu, přestože v něm prohrávala již 0–3. Jednalo se o její druhý kariérní titul. Na navazujícím Australian Open postoupila po třech letech opět do osmifinále. Ve druhém kole porazila turnajovou dvaadvacítku Belindu Bencicovou, a ve třetím kole Naomi Ósakaovou poté, co za stavu 4–5 odvrátila mečboly Japonky a nakonec ovládla závěrečný tiebreak. Obhájkyni titulu turnaji velkém čtyřky vyřadila už podruhé, předtím na French Open 2019 Simonu Halepovou. Ve čtvrtfinále ji zastavila australská světová jednička Ashleigh Bartyová. Australský bodový zisk jí zajistil návrat do první padesátky žebříčku.
Počtvrté a poprvé po více než dvou letech porazila hráčku z první světové desítky na zelené antuce Credit One Charleston Open, kde ve třetím kole dohrála na její raketě světová pětka Aryna Sabalenková. Na turnaji došla do semifinále, kde odešla poražena od Džabúrové. Sabalenkovou porazila znovu na Mutua Madrid Open, na němž ji ve čtvrtfinále vyřadila Jekatěrina Alexandrovová. I druhý velký antukový podnik na římském Internazionali BNL d'Italia znamenal účast mezi poslední osmičkou, tentokrát jí dvě prohry oplatila Sabalenková. Na French Open hrála jako 27. nasazená. Ve čtvrtém kole je přehrála Leylah Fernandezová. Travnatá část sezóny přinesla dvě čtvrtfinálové porážky od Simony Halepové. V Bad Homburgu na Rumunku uhrála pouhé tři hry, ve Wimbledonu jich získala šest. Cestou londýnským majorem přehrála 11. nasazenou a čerstvou finalistku French Open Coco Gauffovou.
Na úvod Australian Open 2023 podlehla Ukrajince Martě Kosťukové. Na navazujícím Dubai Tennis Championships porazila na okruh vracející se Věru Zvonarevovou. Poté však dohrála na raketě Viktorie Azarenkové, když ve třetí sadě neudržela vedení gamů 5-3. Na březnovém BNP Paribas Open 2023 v Indian Wells ji ve druhé fázi zastavila česká teenagerka Linda Nosková. Úvodní duel Miami Open 2023 proti Madison Brengleové skrečovala. Horšími výsledky pokračovala antukovým Mutua Madrid Open 2023, kde v prvním duelu nestačila na nizozemskou kvalifikantku Arantxu Rusovou. Na Instagramu pak 5. května 2023 oznámila, že na neurčito přerušuje kariéru pro syndrom vyhoření a obavy o duševní zdraví. K tenisu se vrátila po osmi měsících, ve 22 letech, lednovým ASB Classic 2024 v Aucklandu. Po výhře nad Anastasijí Pavljučenkovovou ji deklasovala pátá nasazená Marie Bouzková, s níž uhrála jediný game.

### 2025: Finalistka Wimbledonu a průlom do první světové desítky
Na Australian Open skončila ve druhém kole, když nad její síly byla Britka Emma Raducanuová. Třetí kariérní titul, první po více než třech letech a vůbec největší v dosavadní kariéře získala na Qatar Ladies Open z kategorie WTA 1000. Na její raketě postupně dohrála Viktoria Azarenková, světová desítka Paula Badosová, Kanaďanka Leylah Fernandezová, Ukrajinka Marta Kosťuková, která jí jako jediná na turnaji dokázala vzít set, v semifinále Jekatěrina Alexandrovová a v boji o titul Lotyška Jeļena Ostapenková. Bodový zisk ji poprvé v kariéře posunul do první světové dvacítky, na 18. místo.
První kariérní finále na trávě si zahrála na londýnském Queen's Club Championships, konaném v ženské části poprvé od roku 1973. Mezi poslední osmičkou porazila desátou hráčku světa Emmu Navarrovou a v semifinále pak nejvýše nasazenou světovou pětku Čeng Čchin-wen. Ve finále překvapivě nestačila na 37letou německou kvalifikantku Tatjanu Mariovou.
Poprvé od čtvrtfinálové účasti v roce 2022 zasáhla do hlavní soutěže Wimbledonu, když startovala v roli 13. nasazené. V prvním kole deklasovala Julií Putincevovou, když jí nedovolila ani jeden hru. Poté skončily na její raketě postupně Mexičanka Renata Zarazúová a Maďarka Dalma Gálfiová. V osmifinále porazila 30. nasazenou Lindu Noskovou ve třech setech, přestože ve třetím setu prohrávala již 1–3. Ve třetím kariérním čtvrtfinále vedla proti Anastasiji Pavljučenkovové už 6–1 a 5–1, nevyužila ale mečbolové příležitosti a zvítězit dokázala ale ve zkrácené hře poté, co odvrátila pět setbolů soupeřky včetně tří v řadě. Po French Open 2019 postoupila Anisimovová do druhého semifinále grandslamu a bodový zisk jí zajistil debut v elitní světové desítce. V semifinále pak zaskočila světovou jedničku Arynu Sabalenkovou, kterou porazila pošesté z devíti vzájemných duelů. Vůbec poprvé porazila úřadující světovou jedničku. Ve finále utrpěla debakl, když proti polské světové čtyřce Ize Świątekové neuhrála ani jeden gem a zápas prohrála za necelou hodinu. Ve wimbledonské otevřené éře se jednalo o první finále s takto jednoznačným výsledkem a teprve druhé v historii grandslamové open éry datované od roku 1968 po French Open 1988.

## Finále na Grand Slamu

### Ženská dvouhra: 1 (0–1)
| Stav       | rok  | turnaj    | povrch | soupeřka ve finále | výsledek |
| ---------- | ---- | --------- | ------ | ------------------ | -------- |
| Finalistka | 2025 | Wimbledon | tráva  | Iga Świąteková     | 0–6, 0–6 |

## Finále na okruhu WTA Tour

### Dvouhra: 7 (3–4)
| Legenda                                        |
| ---------------------------------------------- |
| Grand Slam (0–1)                               |
| Turnaj mistryň (0)                             |
| Premier Mandatory & Premier 5 / WTA 1000 (1–1) |
| Premier / WTA 500 (0–1)                        |
| International / WTA 250 (2–1)                  |

| Stav       | č. | datum             | turnaj                                   | kategorie     | povrch | soupeřka ve finále      | výsledek      |
| ---------- | -- | ----------------- | ---------------------------------------- | ------------- | ------ | ----------------------- | ------------- |
| Finalistka | 1. | 16. září 2018     | Hirošima, Japonsko                       | International | tvrdý  | Sie Šu-wej              | 2–6, 2–6      |
| Vítězka    | 1. | 14. dubna 2019    | Bogotá, Kolumbie                         | International | antuka | Astra Sharmaová         | 4–6, 6–4, 6–1 |
| Vítězka    | 2. | 9. ledna 2022     | Melbourne, Austrálie                     | WTA 250       | tvrdý  | Aljaksandra Sasnovičová | 7–5, 1–6, 6–4 |
| Finalistka | 2. | 12. srpna 2024    | Toronto, Kanada                          | WTA 1000      | tvrdý  | Jessica Pegulaová       | 3–6, 6–2, 1–6 |
| Vítězka    | 3. | 15. února 2025    | Dauhá, Katar                             | WTA 1000      | tvrdý  | Jeļena Ostapenková      | 6–4, 6–3      |
| Finalistka | 3. | 15. června 2025   | Queen's Club, Londýn, Spojené království | WTA 500       | tráva  | Tatjana Mariová         | 3–6, 4–6      |
| Finalistka | 4. | 12. července 2025 | Wimbledon, Londýn, Spojené království    | Grand Slam    | tráva  | Iga Świąteková          | 0–6, 0–6      |

## Tituly na okruhu ITF

### Dvouhra (1 titul)
| Dotace turnajů okruhu ITF | Dotace turnajů okruhu ITF |
| ------------------------- | ------------------------- |
| Turnaje 100 000 $         | Turnaje 80 000 $          |
| Turnaje 75 000 $          | Turnaje 60 000 $          |
| Turnaje 50 000 $          | Turnaje 25 000 $          |
| Turnaje 15 000 $          | Turnaje 10 000 $          |

| Č. | datum         | turnaj                    | kategorie | povrch | soupeřka ve finále  | výsledek |
| -- | ------------- | ------------------------- | --------- | ------ | ------------------- | -------- |
| 1. | červenec 2017 | Sacramento, Spojené státy | 60 000    | tvrdý  | Ajla Tomljanovićová | bez boje |

## Finále na juniorském Grand Slamu

### Dvouhra juniorek: 2 (1–1)
| Stav       | rok  | turnaj      | povrch | soupeřka ve finále | výsledek |
| ---------- | ---- | ----------- | ------ | ------------------ | -------- |
| Finalistka | 2016 | French Open | antuka | Rebeka Masárová    | 5–7, 5–7 |
| Vítězka    | 2017 | US Open     | tvrdý  | Coco Gauffová      | 6–0, 6–2 |

## Chronologie výsledků na Grand Slamu

### Dvouhra
| Turnaj          | 2016 | 2017    | 2018    | 2019    | 2020    | 2021    | 2022    | 2023    | 2024    | 2025    | SR     | V–P   |
| --------------- | ---- | ------- | ------- | ------- | ------- | ------- | ------- | ------- | ------- | ------- | ------ | ----- |
| Australian Open | A    | A       | A       | 4. kolo | 1. kolo | A       | 4. kolo | 1. kolo | 4. kolo | 2. kolo | 0 / 6  | 10–6  |
| French Open     | A    | 1. kolo | A       | SF      | 3. kolo | 1. kolo | 4. kolo | A       | 2. kolo | 4. kolo | 0 / 7  | 14–7  |
| Wimbledon       | A    | A       | A       | 2. kolo | NH      | 1. kolo | ČF      | A       | 3Q      | F       | 0 / 4  | 11–4  |
| US Open         | 2Q   | 1Q      | 1. kolo | A       | 3. kolo | 2. kolo | 1. kolo | A       | 1. kolo |         | 0 / 5  | 3–5   |
| výhry–prohry    | 0–0  | 0–1     | 0–1     | 9–3     | 4–3     | 1–3     | 10–4    | 0–1     | 4–3     | 10–3    | 0 / 21 | 35–21 |

| Legenda | Legenda                                   | Legenda | Legenda                     |
| ------- | ----------------------------------------- | ------- | --------------------------- |
| SR      | poměr vyhraných turnajů ku všem odehraným | W–L V–P | výhry–prohry                |
| NH      | daný rok se turnaj nekonal                | A       | turnaje se hráč nezúčastnil |
| 1Q / LQ | prohra v (kole) kvalifikace               | 1k / 1R | prohra v daném kole turnaje |
| QF / ČF | prohra ve čtvrtfinále                     | SF      | prohra v semifinále         |
| F       | prohra ve finále                          | Vítěz   | vítězství v turnaji         |